# أبو حفص الصغدي
أبو حفص الصغدي (الفارسية: ابوحفص سغدی) كان شاعرًا وموسيقيًا إيرانيًا من أواخر القرن الثالث هـ/التاسع م إلى أوائل القرن الرابع هـ/العاشر م. لا يُعرف الكثير عن حياته. ولكن يُعتقد أن أبا حفص هو أول شاعر نظم الشعر باللغة الفارسية الحديثة. ربما كان هو مخترع الآلة الموسيقية المسماة الشاهرود (شاهرود). وبحسب بعض المصادر الأولية، فهو مؤلف قاموس عربي فارسي، وهو مفقود اليوم، ولكنه كان متاحًا حتى القرن الحادي عشر الهجري. ومن المحتمل أيضًا أن يكون مؤلف هذا القاموس شخصًا آخر يُدعى أيضًا أبو حفص.
شمس القيس الرازي هو أول من ذكر أبا حفص في المعجم في معاير الأشاعرة. ويزعم أن أبا حفص هو أول شاعر فارسي. وقد كرر مؤلفو سيرة أبي حفص في وقت لاحق هذا الادعاء، ولكن من المعروف أن هناك بعض الشعراء الفرس الآخرين في العصر الطاهري والصفاري الذين عاشوا قبل أبي حفص، مثل محمد بن وصيف، وأبو العباس المروزي، وحنظلة البادغيسي.